# Pommerns delningar
För andra betydelser, se Pommern (olika betydelser).
Detta är en översikt över det historiska hertigdömet Pommerns delningar i om rådet Pommern. Efter folkvandringstiden beboddes området av de vendiska pomoranerna. Kasjuberna i dagens Polen antas vara ättlingar till dessa.
Den förste att omnämnas som furste av Pommern var Zemuzil (eller Siemomysl, Siemomysł) ca 1046. Hans ättlingar, huset Greif dog ut 1637. Sista regerande hertig var Bogislav XIV (1580–1637), som 1630 ingick förbund med Sverige.

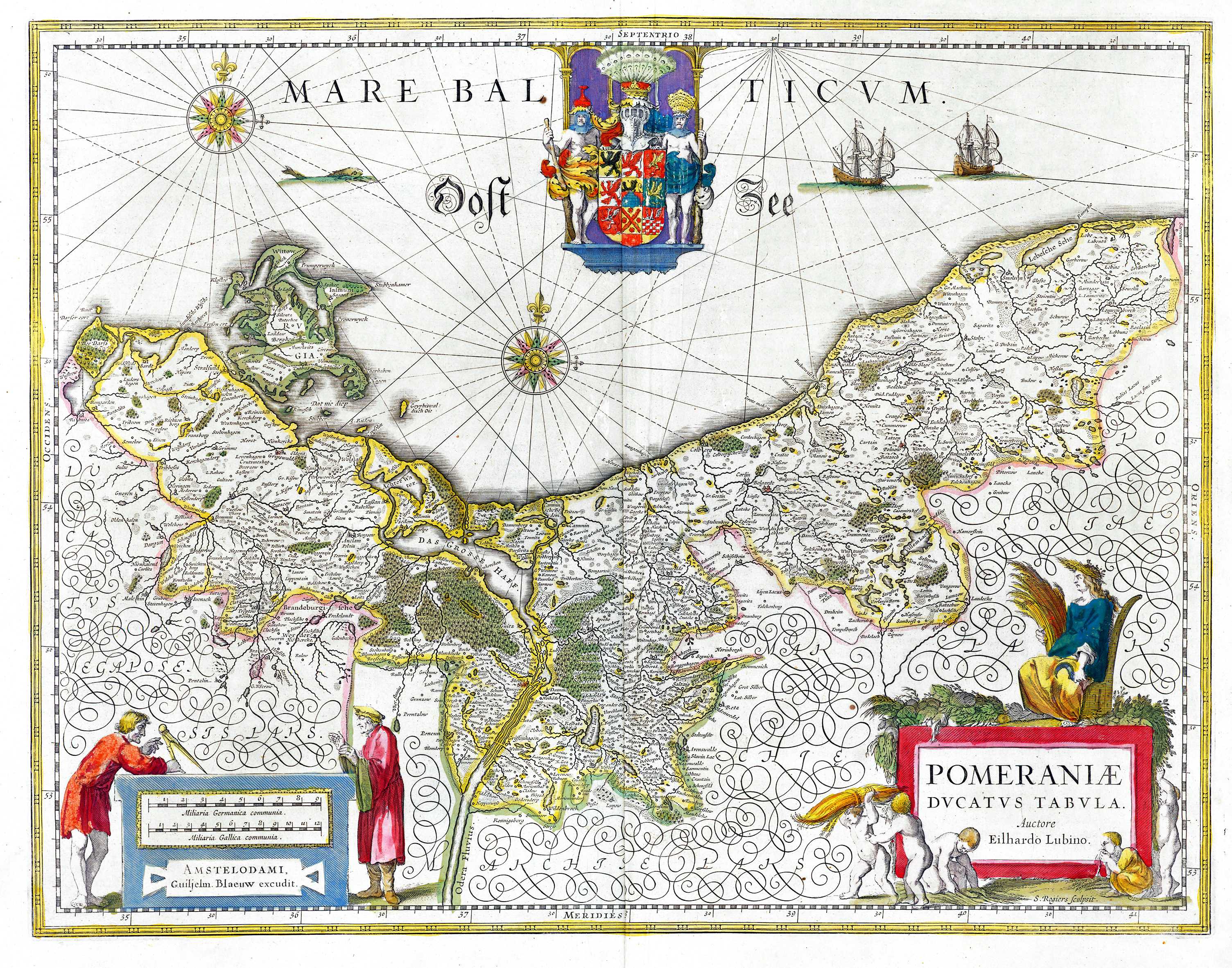
Pommern på 1600-talet.

År 1107 delades Pommern första gången i Ostpommern (eller Pommerellen, Lillpommern), Mittelpommern (eller Schlawe-Stolp, skall ej förväxlas med Pommern-Stolp, se nedan) och Westpommern (oftast enbart Pommern, även Slawien, polska Pomorze Zachodnie).

## Pommern 1107–1464
Även Slawien eller Westpommern (polska Pomorze Zachodnie), nu delat mellan Tyskland (förbundslandet Mecklenburg-Vorpommern) och Polen (västra delen av Västpommerns vojvodskap). Motsvarande landskapet Vorpommern (polska Pomorze Przednie) och västra delen av landskapet Hinterpommern (polska Pomorze Środkowe eller Pomorze Tylne).
- 1107 bröts Schlawe-Stolp och Pommerellen ut ur Pommern.
- 1170 blev Pommern hertigdöme under markgrevskapet Brandenburg.
- 1181–1185 och 1227–1637 blev Pommern hertigdöme underTysk-romerska riket
- 1185–1227 var Pommern som hertigdöme Danmarks län.
- 1155–1264 delades Pommern i hertigdömena Pommern-Stettin (med centrum i Stettin) och Pommern-Demmin (med centrum i Demmin).
- Redan 1297–1464 delades Pommern på nytt, denna gång i Pommern-Stettin och Pommern-Wolgast.

### Pommern-Wolgast 1297–1464
- 1325 ärvde Pommern-Wolgast furstendömet Rügen som län under Danmark. Rügen var danskt län sedan 1169, från 1234 ingick även Stralsund och från 1241 även Greifswald.
- 1365 bröts Pommern-Stralsund och Pommern-Stargard (runt Stargard Szczeciński) ut ur Pommern-Wolgast.
- 1394 återförenades Pommern-Stralsund med Pommern-Wolgast.
- 1438 upphörde Danmarks överhöghet över Rügen och ön införlivades med Pommern-Wolgast.

#### Pommern-Stargard
- Uppstod 1365–1459 genom delning av Pommern-Wolgast.
- 1377 bröts Pommern-Stolp (runt nuvarande Słupsk) ut ur Pommern-Stargard.
- Erik av Pommern (ca 1382–1459), kung av Norge från 1389, av Danmark och Sverige från 1396 samt hertig av Pommern-Stolp från 1392. När han avsattes som Kalmarunionens regent 1439 intog han Gotland som 1449 lämnades till Danmark.
- 1459 återförenades Pommern-Stolp och Pommern-Stargard med Pommern-Wolgast.

## Schlawe-Stolp
Även Mittelpommern, nu del av Polen; östra delen av vojvodskapet Zachodniopomorze. Motsvarande östra delen av landskapet Hinterpommern.
- Uppstod runt Sławno (tyska Schlawe) 1107 genom Pommerns tredelning.
- Mittelpommern förenades 1135–1155 med Pommern och var 1227–1236 delat mellan Pommern och Pommerellen. 1236–1306 ingick det i Pommerellen. 1306–1317 styrdes det av Brandenburg och 1317 tillföll det Pommern-Wolgast.

## Pommerellen
Även Ostpommern. Landskap i norra Polen, även kallat Lillpommern (polska Pomorze Gdańskie). I huvudsak motsvarande nuvarande Pommerns vojvodskap samt norra delen av Kujavien-Pommerns vojvodskap.
- Uppstod 1107 genom Pommerns tredelning och löd under dynastin Samboriderna.
- 1210–1227 löd hertigdömet Pommerellen under Danmark.
- 1220 delades Pomerellen i Belgard an der Leba (polska Białogarda), Danzig (polska Gdańsk), Lubiszewo och Schwetz (polska Świecie).
- 1271 återförenades Belgard, Danzig och Schwetz.
- 1278 återförenades även Lubiszewo.
- 1294 förenades hertigdömet Pommerellen i union med kungadömet Polen (Se vidare Pommerellen).

## Pommern 1464–1625
- 1464 återförenades Pommern-Stettin med Pommern-Wolgast, därmed var alla delar utom Pommerellen återförenade.
- 1529 frigjordes Pommern från Brandenburgs länsöverhöghet, på villkor att Pommern skulle tillfalla Brandenburgs fursteätt Hohenzollern om ätten Greif dog ut (fördraget i Grimnitz).
- 1560 delades Pommern ännu en gång i Pommern-Wolgast och Pommern-Stettin.
- 1569 bröts Pommern-Barth (med centrum i Barth) och Pommern-Rügenwalde (runt nuvarande Darłowo) ut ur Pommern-Wolgast. Samtidigt reglerades gränsen mellan Pommerns båda huvuddelar så att Gripenhagen (polska Gryfino), Bahn och Wildenbruch öster om floden Oder lades till Pommern-Wolgast och Garz väster om Oder lades till Pommern-Stettin (fördraget i Jasenitz).
- 1625 återförenades alla tidigare delar i Pommern utom Pommerellen.

## Pommern efter 1625
- 1628 ingick Sverige förbund med hansestaden Stralsund. Efter att Sverige inträtt i trettioåriga kriget 1630, ingicks ett nytt förbund med Pommern.
- 1638, efter att Bogislaw XIV dött utan arvingar, bekräftade kejsar Ferdinand III (1608–1657) Brandenburgs rätt till Pommern. Som svar på det tog Sverige över styret och Pommern stod under svensk ockupation till 1648.
- 1648 delades Pommern mellan Sverige och Brandenburg (Westfaliska freden), varpå Svenska Pommern bildades. Brandenburg erhöll Hinterpommern öster om Oder, med undantag för Stettin och amten Damm och Gollnow (polska Goleniów) som tillföll Sverige tillsammans med Vorpommern och Hinterpommern väster om Oder (d.v.s. Garz) samt öarna Rügen, Wollin (polska Wolin) och Usedom (polska Uznam).
- Vid freden i Saint Germain 1679 fick Brandenburg alla delar öster om Oder.
- Vid freden i Stockholm 1720 erhöll kungadömet Preussen resten av Hinterpommern samt de delar av Vorpommern som låg söder om floden Peene, liksom öarna Wollin och Usedom.
- Vid freden i Kiel 1814 lämnades Svenska Pommern i utbyte mot Norge till Danmark, som 1815 bytte det med Preussen mot hertigdömet Sachsen-Lauenburg (Wienkongressen). Det tidigare delade Pommern förenades då till Provinz Pommern.
- Efter andra världskrigets slut 1945 delades Pommern på nytt mellan Tyskland och Polen med Oder som gräns (Potsdamkonferensen).
- Inom Östtyskland var Vorpommern delat mellan bezirken (regeringsområdena) Rostock och Neubrandenburg. Efter Tysklands återförening 1990 förenades Mecklenburg och Vorpommern till förbundslandet Mecklenburg-Vorpommern.
- I Polen delades Hinterpommern mellan vojvodskapen Szczecin, Gorzów (tyska Landsberg an der Warthe), Koszalin (tyska Köslin) och Słupsk. 1999 genomfördes en reform av den regionala förvaltningen som minskade de tidigare 49 vojvodskapen till 16. Sedan dess är Hinterpommern delat mellan Västpommerns vojvodskap och västra delen av Pommerns vojvodskap.